# Maryborough (Queensland)
Maryborough  er en by i Queensland i Australien. Byen blev grundlagt i 1847 og havde i 2011 en befolkning på 21.777.[kilde mangler]